# Patsy Byrne
Patsy Byrne (Ashford, 13 juli 1933 – Northwood, 17 juni 2014) was een Brits actrice en vooral gekend door haar rol als "nursie" in Blackadder.

## Selectie filmografie
- The Cherry Orchard (1962)
- The Ruling Class (1972)
- The Alf Garnett Saga (1972)
- The Class of Miss MacMichael (1979)
- The Return of the Soldier (1982)
- Britannia Hospital (1982)
- Mr. Love (1985)
- Stealing Heaven (1988)
- The Higher Mortals (1993)
- The Treasure Seekers (1996)
- Kevin & Perry Go Large (2000)